# Guilherme do Prado
Guilherme do Prado Raymundo, dit Guly (né à Campinas le 31 décembre 1981) est un footballeur brésilien. Il joue au poste de milieu offensif avec le AA Caldense.

## Carrière
Le 23 août 2010, do Prado est recruté en prêt par Southampton (3e division anglaise) jusqu'au mois de janvier suivant, mais avec la possibilité de le faire signer définitivement. Il joue son premier match officiel sur le sol anglais le 28 août 2010 lors d'un déplacement de Southampton chez les Bristol Rovers qui se solde par une victoire des visiteurs (0-4). À l'issue de son prêt jugé satisfaisant, il signe un contrat permanent au club. Le 17 mai 2014 il est libéré du club.
Le 6 janvier 2015, il signe s'engage avec la Major League Soccer et le Fire de Chicago

### Palmarès
- Vice-champion du Championnat d'Angleterre D2 : 2012